# Simulium minuanum
Simulium minuanum är en tvåvingeart som beskrevs av Strieder och Coscaron 2000. Simulium minuanum ingår i släktet Simulium och familjen knott. Inga underarter finns listade i Catalogue of Life.